# 장원예

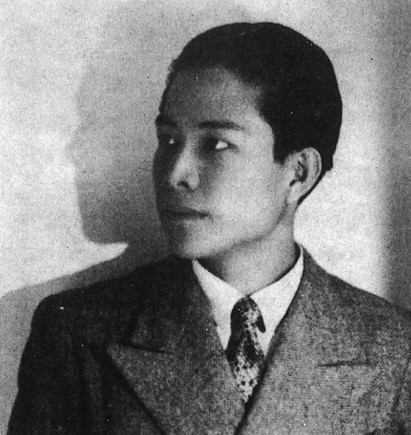

장원예(江文也 Jiāng Wén yĕ, 1910년 6월 11일 ~1983년 10월 14일)는 타이완 출생으로 일본에서 활동한 작곡가, 시인이며, 하카계 출신이다.